# Stéphane Dion
Stéphane Maurice Dion, född 28 september 1955 i Québec, är en kanadensisk politiker (liberal) och statsvetare. Mellan 2006 och 2008 var han liberalernas partiledare och tillika oppositionsledare i det kanadensiska parlamentet.

## Akademisk karriär
Dion erhöll en kandidat- och en mastergrad från Université Laval i Québec, och därefter en doktorsgrad från Institut d'études politiques de Paris (Sciences-Po). Efter en kort tid på Université de Moncton fick han anställning på Université de Montréal 1984, där han specialiserade sig på offentlig förvaltning och organisationsteori.
1990 kollapsade Meech Lake-avtalet, en författningsreform som skulle få Québec att acceptera den kanadensiska författningen från 1982. Det fick Dion att börja studera den quebekiska nationalismen och gjorde att han blev en uttalad federalist. Han blev en framträdande förespråkare för federalism i debatten inför folkomröstningen om Québecs självständighet 1995.

## Minister för relationer med provinserna
Efter att folkomröstningen om Québec resulterat i en hårfin majoritet för nejsidan rekryterades Dion till Jean Chrétiens federala regering. Dion blev minister för relationer med provinserna (Minister of Intergovernmental Affairs/Ministre des Affaires intergouvernementales) 25 januari 1996, och valdes in i parlamentet 25 mars. Han behöll denna post till Chrétiens avgång som premiärminister 12 december 2003.
Som minister blev Dion ännu mer aktiv i debatten om Québecs handlingsutrymme när det gällde att förklara sig självständigt utan den federala regeringens medgivande. Kanadas högsta domstol deklarerade i Reference re Secession of Quebec (Renvoi relatif à la sécession du Québec) att Québec inte kunde göra detta, men att den federala regeringen var skyldig att inleda förhandlingar om självständighet med Québecs regering om en ny folkomröstning skulle ge majoritet för självständighet. Baserat på domstolsutslaget lade Dion fram Clarity Act (Loi de clarification, "tydlighetslagen"). Enligt lagförslaget skulle förhandlingar inledas om en tydlig majoritet hade svarat ja på en tydlig fråga om självständighet för en provins i en folkomröstning. Det kanadensiska parlamentet fick makt att avgöra vad en tydlig fråga och en tydlig majoritet var, i händelse av en folkomröstning. Lagförslaget – och Dion personligen – mötte stort motstånd i politiska kretsar i Québec, men blev lag 2000.

## Miljöminister och partiledarkandidat
När Paul Martin blev premiärminister i slutet av 2003 ställdes Dion utanför regeringen. Samtidigt började en sponsringsskandal rullas upp, där det uppdagades att pengar avsedda för att stärka federalismen i Québec hade gått in i det liberala partiet. Dion friades från misstankar om att ha varit involverad. Sponsringsskandalen ledde till att liberalerna förlorade sin egen majoritet i valet i juli 2004, men eftersom de fortfarande var största parti kunde Martin åter bilda regering. Dion blev nu miljöminister, vilket han fortsatte som till liberalernas valförlust i februari 2006.
Efter valet 2006 avgick Martin som partiledare. Bill Graham blev tillförordnad partiledare fram till partiledarvalet i december. Dion vann oväntat valet, och tillträdde som partiledare 2 december.

## Partiledare
Som partiledare fortsatte Dion att vara aktiv i miljöfrågor, bland annat genom att driva igenom en icke-bindande motion om att Kanada ska återgå till att sträva mot målen i Kyotoprotokollet. Dion lade också fram ett förslag om grön skatteväxling, The Green Shift (le Tournant vert). Premiärminister Stephen Harper utlyste nyval till oktober 2008, vilket ledde till att liberalerna gick från 103 till 77 mandat i underhuset. Dion meddelade sex dagar efter valet att han skulle avgå som partiledare vid liberalernas kongress i maj 2009.
I slutet av november 2008 inledde liberalerna förhandlingar med NDP om att bilda en koalition som med stöd av Bloc Québécois skulle ta över regeringsmakten från de konservativa. Dion skulle därmed bli premiärminister fram till kongressen. Efter att Harper tillfälligt avvärjt ett maktskifte, genom att be generalguvernör Michaëlle Jean att suspendera parlamentet från 4 december till 26 januari, meddelade Dion att han skulle avgå omedelbart när en efterträdare utsetts, vilket skedde när Michael Ignatieff, såsom den enda kvarvarande partiledarkandidaten, utsågs till tillförordnad partiledare 10 december.